# Зігазинська сільська рада
Зігази́нська сільська рада (рос. Зигазинский сельский совет) — муніципальне утворення у складі Бєлорєцького району Башкортостану, Росія. Адміністративний центр — село Зігаза.

## Історія
17 грудня 2004 року до сільради була приєднана Бакеєвська сільрада (населені пункти Бакеєво та Хайбулліно). 20 липня 2005 року було ліквідовано селище Кукашка.

## Населення
Населення — 678 осіб (2019, 871 в 2010, 1304 в 2002).

## Склад
До складу поселення входять такі населені пункти:
| Населений пункт      | Населення, осіб (2002) | Населення, осіб (2010) |
| -------------------- | ---------------------- | ---------------------- |
| Бакеєво, село        | 125                    | 73                     |
| Бутаєво, присілок    | 117                    | 100                    |
| Зігаза, село         | 937                    | 638                    |
| Саришка, присілок    | 6                      | 1                      |
| Уметбаєво, присілок  | 54                     | 32                     |
| Хайбулліно, присілок | 65                     | 27                     |